# Johnson Wagner

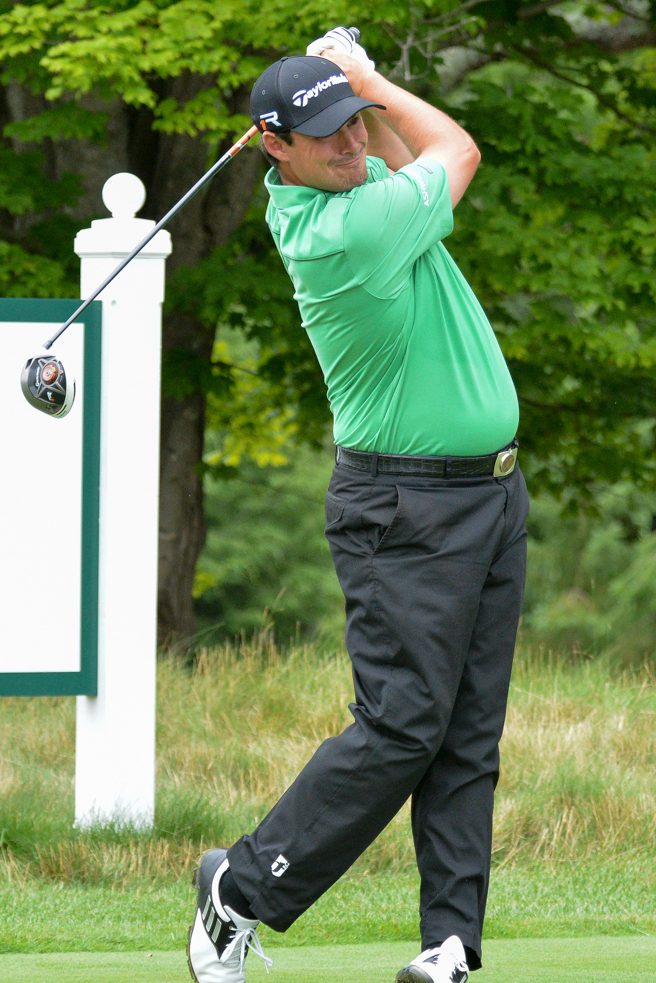
Johnson Wagner

Johnson Wagner (Amarillo, 23 maart 1980) is een golfprofessional uit de Verenigde Staten.

## Amateur
Wagner studeerde aan de Virginia Tech en speelde college golf. 

### Gewonnen
In zijn amateurstijd won Wagner onder meer:
- 2001: Metropolitan Amateur, Metropolitan Open
- 2002: Metropolitan Amateur

## Professional
Wagner werd in 2002 professional en speelde van 2003-2006 op de Nationwide Tour.  Zijn laatste jaar eindigde hij op de 2de plaats van de ranglijst waardoor hij naar de PGA Tour promoveerde. Daar heeft hij inmiddels drie overwinningen behaald.
Sinds begin 2012 staat hij in de top-100 van de Official World Golf Ranking en speelt hij voor de tweede keer in de Masters, in 2008 eindigde hij daar op de 38ste plaats.

### Gewonnen

#### Nationwide Tour
- 2006: Chitimacha Louisiana Open, Cox Classic presented by Chevrolet

#### PGA Tour
- 2008: Shell Houston Open
- 2011: Mayakoba Golf Classic at Riviera Maya
- 2012: Sony Open in Hawaii

#### Elders
- 2001: Metropolitan Open (als amateur)
- 2002: Metropolitan Open